# La Poupée de cire
Pour plus de détails, voir Fiche technique et Distribution.
La Poupée de cire (Η Κερένια κούκλα, I Kerénia koukla) est un film grec réalisé par Michalis Glytsos et sorti en 1916.
Deuxième long-métrage du cinéma grec, première adaptation d'un roman, le film coûta très cher mais fut un échec commercial et critique.

## Synopsis
Athènes, années 1890. Virginia, une jeune femme à la santé fragile, risque sa vie dans une grossesse par amour pour son mari, un ébéniste. Elle fait une fausse couche. Sa santé se détériore. Sa cousine Liolia quitte alors leur village natal pour venir prendre soin d'elle. Cependant, Liolia tombe amoureuse du mari de Virginia.

## Fiche technique
- Titre : La Poupée de cire
- Titre original : Η Κερένια κούκλα (I Kerénia koukla)
- Réalisation : Michalis Glytsos
- Scénario : Dimitris Moschonas d'après le roman éponyme de Konstantinos Christomanos
- Photographie : Michalis Glytsos
- Production : Michalis Glytsos
- Pays d'origine :  Grèce
- Langue : grec
- Format : noir et blanc - muet
- Genre : drame
- Durée : ? minutes
- Dates de sortie : 1916

## Distribution
- Virginia Diamanti